# Fédération nationale des technologies de l'information et de la communication
La Fédération nationale des technologies de l'information et de la communication est une structure patronale sectorielle de Tunisie active dans les technologies de l'information et de la communication (TIC). Elle a été fondée en 2006 par Hédi Djilani.
Syndicalement organisée sous le patronage de l'Union tunisienne de l'industrie, du commerce et de l'artisanat (UTICA), la Fédération nationale des technologies comprend huit chambres syndicales.

## Structure
Elle est dirigée par un président et les huit membres constituant son bureau exécutif : Kais Sellami (président), Taoufik Halila (premier vice-président), Ridha Ben Abdesselem (deuxième vice-président), Samir Sahnoun (trésorier), Romdhane Yahiaoui, Mohamed Berrhouma, Tarek Baccour et Jamel Barnat (membres).
Elle est également dotée d'un secrétariat général permanent contribuant au fonctionnement de cette structure.

## Chambres syndicales
Elle se compose actuellement de huit chambres syndicales nationales :
- sociétés de services et d'ingénierie informatique ;
- centres d'appels et relations client ;
- industries de montage informatique ;
- installateurs d'équipement de communication ;
- publinets ;
- sociétés de services à valeurs ajoutées ;
- informatique et bureautique ;
- importateurs et distributeurs de mobile.

## Commissions
Trois commissions sont créées au sein de la fédération pour contribuer à la relance et à la gestion des actions et des activités sectorielles : la commission de développement, la commission de promotion du climat d'affaire et la commission d'information et de veille sectorielle.